# Lag Sjöström
Lag Sjöström var ett curlinglag från Skellefteå, med Per Sjöström som skipper. Deras främsta merit var silvermedalj i Svenska mästerskapen i Östersund 2006. De förlorade finalen mot Lag Per Carlsén, ett lag som de besegrade i det inledande gruppspelet.

## Meriter
- Sverigemästerskap 
  - Silver 2006